# Spilosoma atridorsia
Spilosoma atridorsia är en fjärilsart som beskrevs av George Francis Hampson 1920. Spilosoma atridorsia ingår i släktet Spilosoma och familjen björnspinnare. Inga underarter finns listade i Catalogue of Life.